# Tyrrhena Dorsa
I Tyrrhena Dorsa sono una struttura geologica della superficie di Marte.